# Puerto de Ceuta
El puerto de Ceuta es un puerto comercial, de pasajeros y deportivo situado en el enclave español del norte de África de Ceuta. Es uno de los principales puertos que conectan la orilla sur del estrecho de Gibraltar con la norte, junto con los puertos de Tánger y Tánger Med, y el único español, junto con Melilla, enclavado en la zona continental de África.

## Historia
En 1860 se propuso la construcción del puerto sobre lo que entonces no eran más que unos embarcaderos. Las obras se iniciaron en 1864, necesitaron décadas para llevarse a cabo y sufrieron fuertes cambios en su planeamiento en 1902.
En 1904 se aprobó un proyecto definitivo que no inició su construcción hasta 1909. A principios de los años 30 las obras se encuentran casi finalizadas, aunque no fueron definitivamente entregadas hasta el 17 de febrero de 1942.
En el pasado reciente del puerto algunos terrenos situados cerca del centro de la ciudad han sido desafectados para permitir la construcción de proyectos urbanos, como el parque marítimo o el helipuerto de Ceuta.

## Instalaciones del puerto
Las características especiales de Ceuta, con una superficie de sólo 19 km² y rodeada por Marruecos y el Mediterráneo, hacen que una gran parte de las materias que consume la ciudad sean abastecidas desde la península ibérica a través del puerto. Para ello se dispone de muelles para la descarga de todo tipo de mercancías e instalaciones de almacenamiento de las mercancías de las que Ceuta es dependiente, como el agua potable o los derivados del petróleo.
El puerto dispone de 2 diques de abrigo, uno de 1.500 metros y otro de 500 metros, conocidos como muelles de poniente y levante respectivamente. A estos se unen en el interior del puerto dos muelles principales, el muelle Dato, donde se sitúa la estación marítima, y en perpendicular a la costa el muelle de España, donde se sitúa la torre de control. Además se dispone de dársenas deportiva y pesquera, y de marina seca.

### Estación marítima

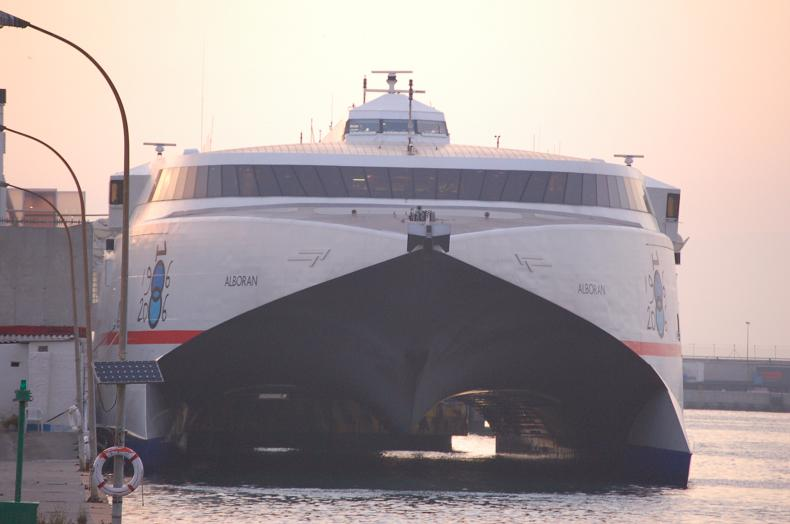
Catamarán de alta velocidad Alborán en la estación marítima.

La estación marítima de pasajeros se sitúa en el muelle Dato del puerto. Dispone de 5.000 metros cuadrados en 2 plantas, con servicios como taquillas, cafeterías y agencias de viajes. Permite el embarque directo a través de una pasarela que recorre gran parte del muelle. Bajo las pasarelas se sitúan las plataformas por las que pueden embarcar y desembarcar vehículos rodados.
Está situada en la parte más industrial de la ciudad, a aproximadamente 1 km del centro, sin conexión por transporte público a excepción de taxis. Hasta la frontera marroquí hay una distancia de 4 km.
Actualmente existen numerosas conexiones diarias con el puerto de Algeciras, con varias navieras como Acciona Trasmediterránea, FRS o Balearia. El servicio se realiza con ferrys de alta velocidad, que permiten cruzar el estrecho en aproximadamente 45 minutos.
En la actualidad, el presidente de la Autoridad portuaria es José Francisco Torrado López.